# Drůbež Příšovice
DRŮBEŽ PŘÍŠOVICE, a.s. (DP) byla česká společnost, která nakupovala, porážela a zpracovávala drůbež. Do obchodního rejstříku byla zapsána 27. června 1996, 60 % akcií upsala společnost Industrie und Beteiligungsholding Prag (IBH) a 40 % akcií společnost Drůbežářský závod.
27. září 1996 DP koupila za 212 milionů korun od společnosti Crassus 12 kusů akcií IBH. Majoritním akcionářem DP se staly investiční fondy spravované akciovou společností C.S. Fond, kterým bylo následně 540 kusů akcií v nominální hodnotě 500 000 Kč odcizeno.
Na jednání představenstva konaném dne 8. září 1997 v závodní jídelně v Příšovicích požádal Luboš Smrčka, nucený správce společnosti C.S. Fond, o vydání náhradních hromadných akcií. K 31. prosinci 1997 vykázala DP účetní hodnotu aktiv 463 milionů korun, z toho 212 milionu korun tvořily akcie IBH a 40 milionů korun pohledávka za nesplacené akcie DP upsané touto společností. Podle auditora Tomáše Bartoše nebyla stanovena reálná hodnota akcií IBH a proto odmítl dne 28. dubna 1998 vydat výrok. V roce 1998 klesla účetní hodnota aktiv DP na 204 milionů korun.